# 福島地方検察庁
福島地方検察庁（ふくしまちほうけんさつちょう）は、福島県福島市にある日本の地方検察庁の一つで、福島県を管轄している。略称は、福島地検（ふくしまちけん）。相馬・郡山・白河・会津若松・いわきに支部を置いている。
ただし、相馬支部は本庁内で業務を行っている。

## 所在地
- 本庁・相馬支部 - 福島市狐塚17 法務合同庁舎　北緯37度45分59秒 東経140度27分55.4秒 / 北緯37.76639度 東経140.465389度
JR東北線・東北新幹線・奥羽線・阿武隈急行線・福島交通飯坂線 福島駅から福島交通（バス）「市内循環1コース」・「市内循環2コース」に乗車，「福島テレビ」バス停から徒歩3分
- 郡山支部 - 郡山市麓山2丁目15-14　北緯37度23分47.9秒 東経140度22分13秒 / 北緯37.396639度 東経140.37028度
JR東北線・東北新幹線・磐越西線・磐越東線 郡山駅から福島交通（バス）「市役所経由」線に乗車，「安積黎明高校」バス停から徒歩5分
- 白河支部 - 白河市郭内1-136 白河小峰城合同庁舎　北緯37度7分55.7秒 東経140度12分54.5秒 / 北緯37.132139度 東経140.215139度
JR東北線 白河駅から徒歩5分
- 会津若松支部 - 会津若松市追手町6-11 会津若松合同庁舎　北緯37度29分26.3秒 東経139度55分44.2秒 / 北緯37.490639度 東経139.928944度
JR磐越西線・只見線・会津鉄道会津線 会津若松駅から会津バス「鶴ヶ城・飯盛山（鶴ヶ城まわり）」線に乗車，「鶴ヶ城・合同庁舎前」バス停から徒歩2分
- いわき支部 - いわき市平字八幡小路42　北緯37度3分34.2秒 東経140度53分1.3秒 / 北緯37.059500度 東経140.883694度
JR常磐線・磐越東線「いわき駅」から常磐交通（バス）「久保町循環」線に乗車，「八幡小路」バス停から徒歩1分

## 管轄
- 本庁
  - 福島区検察庁（福島市・二本松市・伊達市・伊達郡・相馬郡（飯舘村））
- 相馬支部
  - 相馬区検察庁（相馬市・南相馬市・相馬郡（新地町））
- 郡山支部
  - 郡山区検察庁（郡山市・須賀川市・田村市・田村郡・岩瀬郡・安達郡）
- 白河支部
  - 白河区検察庁（白河市・西白河郡）
  - 棚倉区検察庁（東白川郡・石川郡）
- 会津若松支部
  - 会津若松区検察庁（会津若松市・喜多方市・耶麻郡・河沼郡・大沼郡）
  - 田島区検察庁（南会津郡）
- いわき支部
  - いわき区検察庁（いわき市）
  - 福島富岡区検察庁（双葉郡）

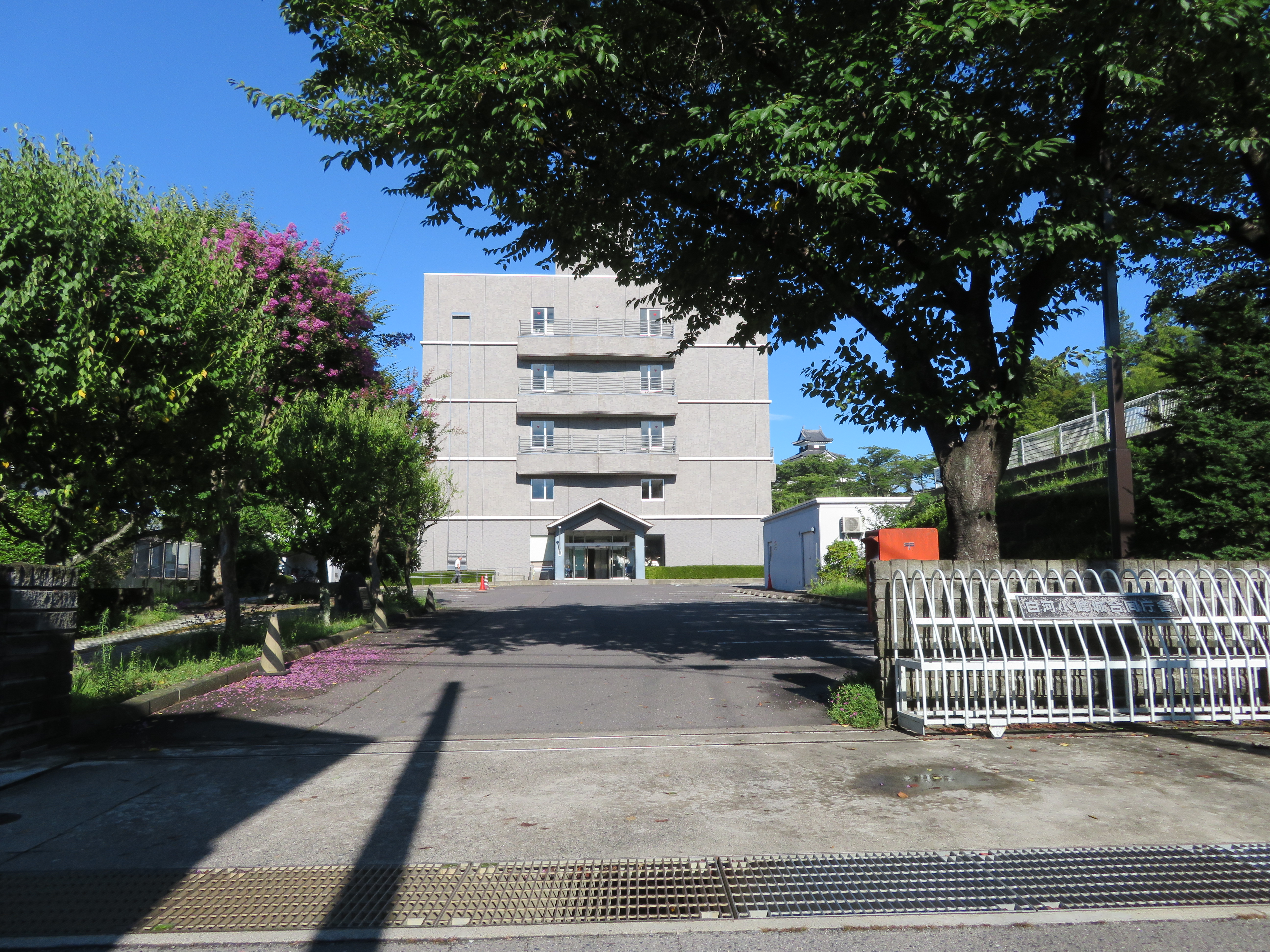
白河支部・白河区検察庁が所在する白河小峰城合同庁舎
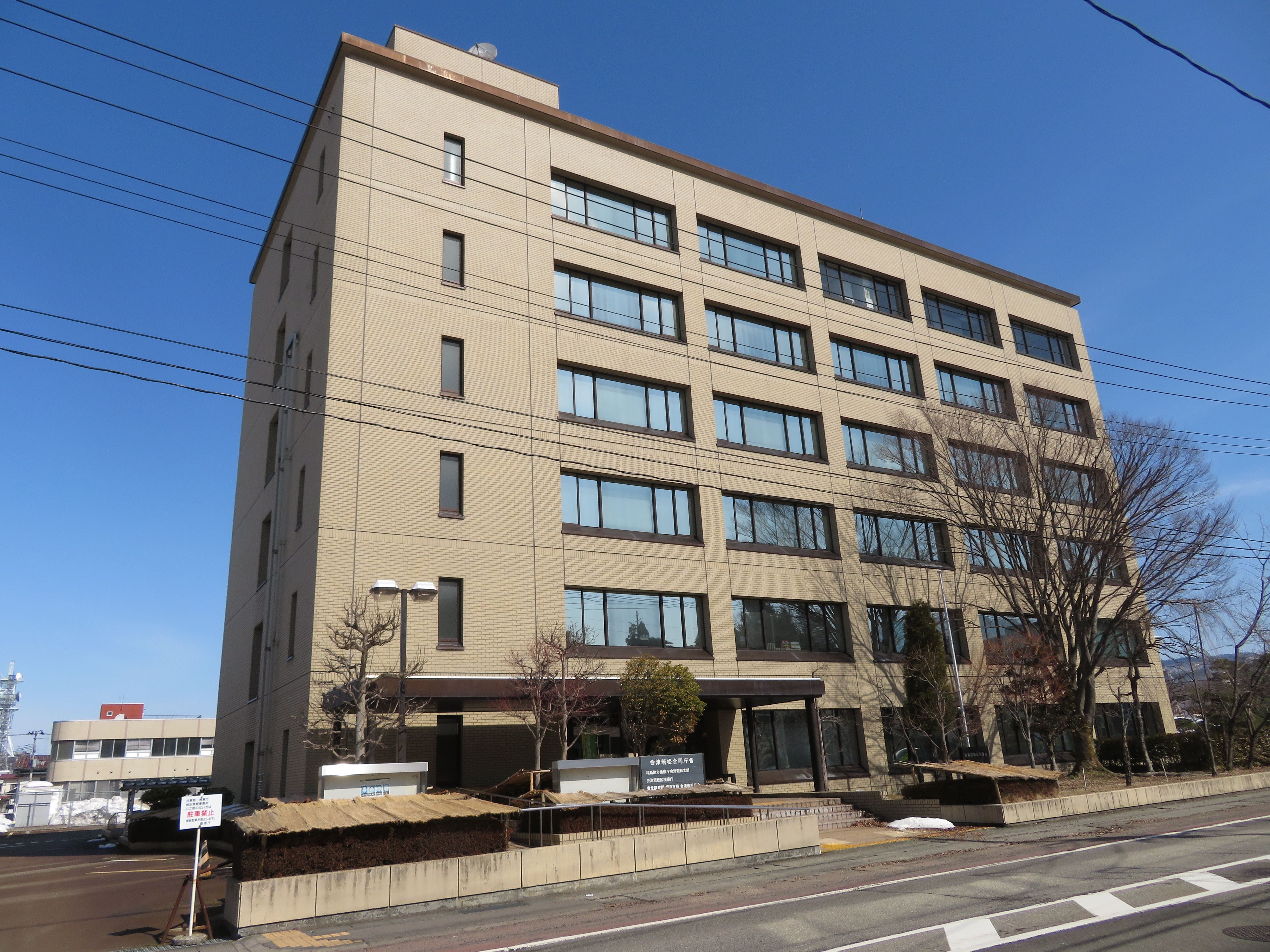
会津若松支部・会津若松区検察庁が所在する会津若松合同庁舎

## 問題とされた事案
2011年3月11日の東北地方太平洋沖地震の直後、窃盗や強制わいせつなどの容疑で逮捕・送検されていた被疑者十数人を同地検が釈放していたことが判明した。 釈放の理由として小池隆次次席検事は、「震災で警察官が足りなくなり、参考人聴取など容疑の裏付け捜査が困難になるうえ、被疑者への食事の提供も十分できなくなると判断した」と述べている。
「釈放にあたっては治安に影響がないよう配慮した」としているが、被疑者の「人権」擁護のため被災者の人権を犠牲にしたとして、大きな非難をよんだ。 また「市民に不安を与えたくない」と罪名や人数を明らかにしなかったことが人々の疑心暗鬼を生み、無関係者への人権侵害をかき立てた可能性も指摘されている。
同震災では被災地における犯罪が頻出しており、被災者たちは困難な状況下で自警団を結成するなどしている。中野寛成国家公安委員会委員長も検察に対して苦言を呈しているが、福島地検からは何の釈明もない。
その後4月2日、釈放された被疑者の一人が建造物侵入で福島県警に現行犯逮捕された。この件に対し江田五月法相が5日、「釈放の判断が適切だったかどうかに大きな疑問（符）が付く」と述べた。最高検察庁でも、「うやむやなまま捜査が終了してはいけない。治安維持のためにも、適切な処分を早急に出す必要がある」としている。 なおその後の翌5月16日に同地検トップの検事正に対して、事実上の更迭となる人事が行われた。